# كندريك موسلي
كندريك موسلي (بالإنجليزية: Kendrick Mosley)‏ هو لاعب كرة قدم أمريكية أمريكي، ولد في 21 يوليو 1981.